# Makgadikgadizoutvlaktes

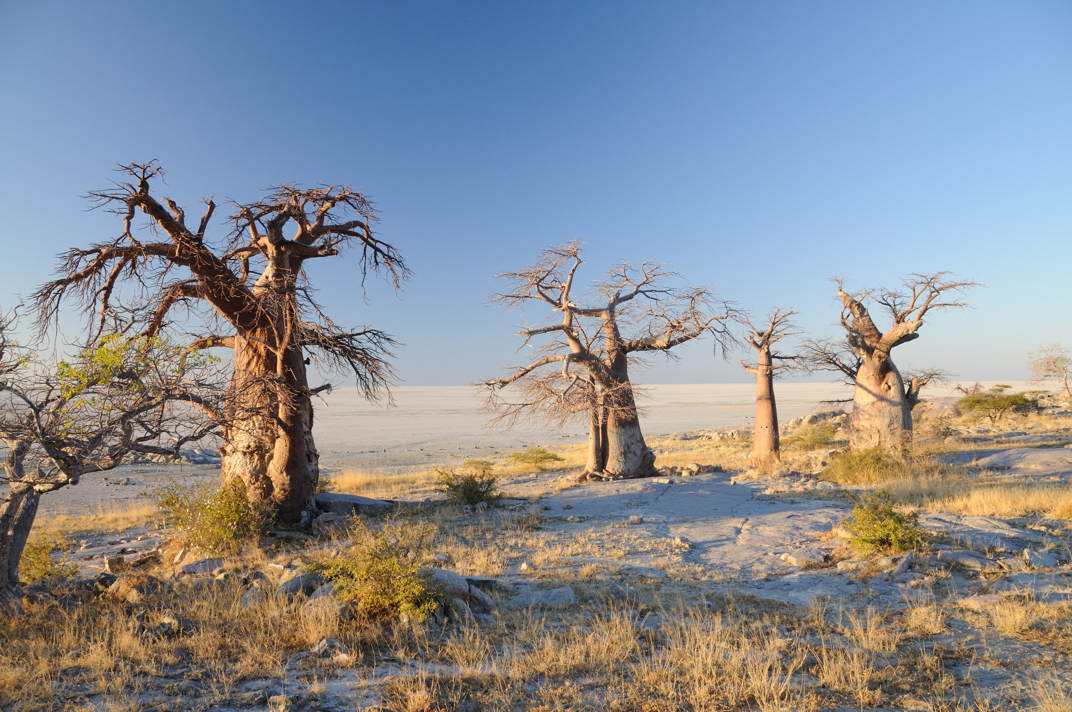
Kubu Island in de Makgadikgadizoutvlaktes

De Makgadikgadizoutvlaktes in het noorden van Botswana behoren tot de grootste zoutvlaktes ter wereld. Samen zijn ze groter dan de Salar de Uyuni.
De vlaktes zijn zo breed als Portugal op het breedste punt en bedekken meer dan 16.000 vierkante kilometer. De Makgadikgadizoutvlaktes zijn ontstaan nadat het Makgadikgadimeer ongeveer 10.000 jaar geleden is opgedroogd. Dit meer werd gevoed door de drie grootste rivieren van het gebied, de Okavango, de Chobe en de Zambezi.
Archeologen hebben in de grond stenen gereedschappen gevonden, die bewijzen dat er vroeger mensen hebben gewoond.